# Synanthedon bosqi
Synanthedon bosqi is een vlinder uit de familie wespvlinders (Sesiidae), onderfamilie Sesiinae.
Synanthedon bosqi is voor het eerst wetenschappelijk beschreven door Köhler in 1941. De soort komt voor in het Neotropisch gebied.